# Aracely Hernández Ramírez
Aracely Hernández Ramírez es una química, profesora e investigadora mexicana.
Trabaja en la Facultad de Ciencias Químicas de la Universidad Autónoma de Nuevo León. Es la directora y fundadora del Laboratorio de Fotocatálisis y Electroquímica Ambiental en la Facultad de Ciencias Químicas. Es miembro del Sistema Nacional de Investigadores nivel 3 y de la Academia Mexicana de Ciencias y ha dirigido 25 proyectos de maestría y 23 proyectos de investigación de doctorado.

## Trayectoria
A los 18 años, Hernández inició la carrera de Químico Farmacéutico Biólogo en la Facultad de Ciencias Químicas de la Universidad Autónoma de Nuevo León, la cual culminó en 1979. Tres años después comenzó a trabajar como profesora en la misma institución, cargo que sigue ejerciendo hasta la fecha. En el 1997 recibió el título de Magíster en Ciencias con especialidad en Química y en el 2003 terminó su Doctorado en Ingeniería Cerámica, también en la UANL. Desde el año 2013 hasta 2019 fue Subdirectora de Posgrado en la Facultad de Ciencias Químicas de la UANL.
Actualmente es líder del Cuerpo Académico “Evaluación y Tratamiento de Contaminantes Ambientales”, responsable y fundadora del Laboratorio de Fotocatálisis y Electroquímica Ambiental en la Facultad de Ciencias Químicas, y editora del Journal Materials Science in Semiconductor Processing. Su campo de investigación se centra en la síntesis, caracterización y propiedades de semiconductores fotocatalíticos para el tratamiento de contaminantes, incluyendo el seguimiento de sus productos de transformación durante el proceso de degradación.

## Premios y reconocimientos
- Premios de investigación, UANL 2002, 2012, 2015, 2016, 2021 y 2023.
- Premio Nacional Mujeres en la Ciencia investigadoras consolidadas por la Academia Mexicana de Ciencias (AMC) L'Oréal UNESCO 2021.[3]